# زینب ساسانیان
زینب ساسانیان (درگذشته ۲ مرداد ۱۳۹۶) ورزشکار و دوچرخه سوار استقامتی تیم ملی ایران اهل اردبیل ایران است. وی دارنده مدال نقره و برنز دوچرخه سواری کشوری بود و در سال ۲۰۱۷ به همراه تیم ملی دوچرخه سواری در مسابقات آسیایی شرکت کرده بود.

## زندگی‌نامه

زینب ساسانیان

زینب ساسانیان

زینب ساسانیان در شهر اردبیل چشم به جهان گشود. وی فرزند آخر خانواده‌ای بود که پدرشان را از دست داده بودند و با دو خواهر و یک برادر و مادرش زندگی می‌کرد.
زینب دانشجوی رشته تربیت بدنی (سما دانشگاه آزاد) بود. از زینب به عنوان یکی از دختران جوان ورزشکار و با اخلاق کشور و استان نام برده‌اند.

## افتخارات

زینب ساسانیان

رشته اصلی زینب ساسانیان در مسابقات دوچرخه سواری رشته استقامت و تایم تریل انفرادی بانوان بود که از سال ۱۳۹۱ به صورت حرفه‌ای وارد آن شده بود و در اردوهای تیم ملی بانوان در چند سال اخیر حضور مستمر داشت و چندین دوره نیز قهرمان کشوری در این دو رشته مورد علاقه اش شده بود. وی دارنده مدال نقره و برنز دوچرخه سواری ایران بود.
زینب عضو تیم ملی دوچرخه سواری بود و در مسابقات قهرمانی ۲۰۱۷ آسیا، تیم ملی زیر ۲۳ سال را همراهی کرد. وی در مسابقات قهرمانی کشور مدال نقره و برنز را به خود اختصاص داده بود.

## سخنان زینب
زینب ساسانیان در خرداد ۱۳۹۴ در مصاحبه‌ای گفت: «بنده سال‌هاست جزو تیم ملی هستم اما تاکنون مسئولان امر و هیئت دوچرخه‌سواری در حمایت از ما هیچ کاری را نکرده و حتی ما خودمان برخی از امکانات نظیر دوچرخه را تأمین و تهیه کردیم و هیچ‌گونه تشویق و ترغیبی نیز به رغم کسب مدال‌های مختلف از سوی مسئولان شاهد نیستیم.» زینب در ادامه گفت: «تاکنون هیچ‌یک از مسئولان حتی در افتخاراتی که اخیراً برای این استان به دست آوردیم حتی یک خسته نباشید خشک و خالی به ما نداده و ما از این بابت گله‌مند هستیم که چرا مسئولان توجهی به ورزش قهرمانی انجام نمی‌دهند.»

## درگذشت
زینب ساسانیان در ساعت ۰۲ و ۲۲ دقیقه بامداد ۲ مرداد ۱۳۹۶ در یک تصادف رانندگی در اردبیل در برخورد خودرو با درختان حاشیه خیابان، جلوی دانشگاه محقق اردبیلی، درگذشت. وی هنگام مرگ ۱۹ سال داشت.

## واکنش‌ها
دوستان و دوستداران زینب ساسانیان بعد از درگذشت وی، با انتشار تصاویری از زینب در شبکه‌های اجتماعی یاد او را گرامی داشتند.